# شهرستان یونیون (کارولینای جنوبی)
شهرستان یونیون، کارولینای جنوبی (به انگلیسی: Union County, South Carolina) یک سکونتگاه مسکونی در ایالات متحده آمریکا است که در کارولینای جنوبی واقع شده‌است.

## خصوصیات
شهرستان یونیون ۱٬۳۳۶٫۴۴ کیلومترمربع مساحت دارد.